# Období Edo

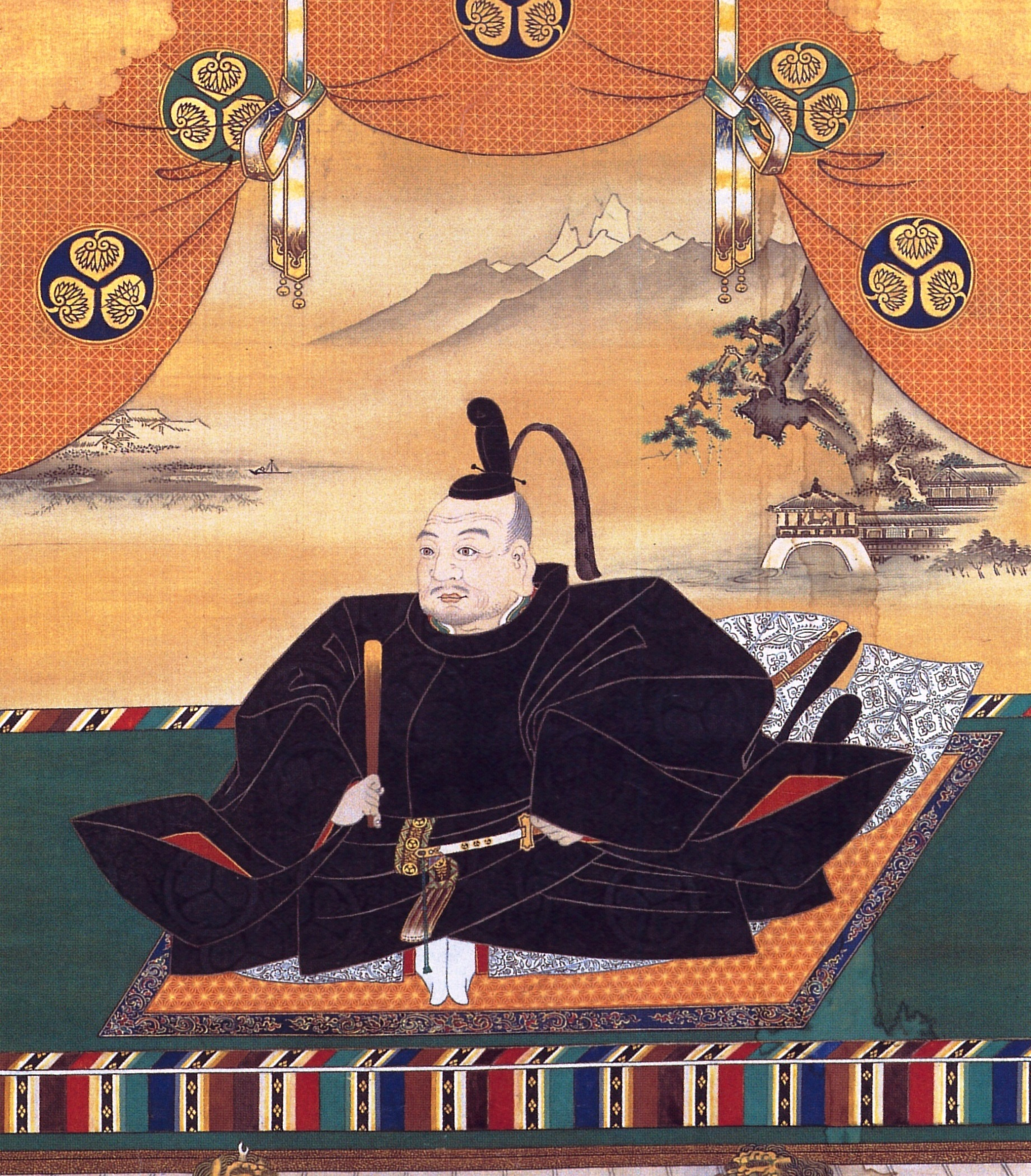
Iejasu Tokugawa, první šógun rodu Tokugawa

Období Edo (japonsky 江戸時代, Edo džidai) nebo období Tokugawa (japonsky 徳川時代, Tokugawa džidai) je období japonských dějin od roku 1603 do roku 1867, kdy v Japonsku vládl šógunát Tokugawa a regionální daimjóové. Období Edo bylo pojmenováno podle tehdejšího názvu hlavního města Edo (nyní Tokio). K typickým znakům doby patřil přísný společenský řád, hospodářský růst, politika sakoku – izolacionismus v zahraniční politice a stabilita země, která v tomto období patřila mezi autoritativní centralizované feudální státy. V pozdním období Tokugawa slábla centrální vláda šógunátu a někteří daimjóové se stávali samostatnějšími.
Vliv císaře i císařského dvora byl v tomto období potlačen. Státní moc byla v rukou šóguna a daimjóové vládli na území han (léno), které měli ve své správě. Důraz vlády byl kladen na stabilitu země. Obchod se zámořím byl záhy zakázán. Pouze nizozemští obchodníci obchodovali na ostrově Dedžima. V Nagasaki bylo povoleno obchodovat čínským a korejským obchodníkům. Křesťanství, potencionálně nebezpečné pro destabilizaci země z pohledu šógunátní vlády, bylo zakázáno. Šógunátní vládou byl zaveden systém sankin kótai pro kontrolu daimjóú, který však přispěl k rozvoji dopravní infrastruktury a obchodu. Rigidní sociálními zákony, ale i dlouhodobý mír přinesly rozvoj urbanizace. V rozvíjejících se městech vznikala masová kultura. Nastal rozvoj školství. Ve 20. letech 18. století začali nizozemští obchodníci přivážet knihy z Evropy a země získala mnoho technických informací. Bohatnoucí vrstvy (obchodníci a řemeslníci) požadovaly drahé a kvalitní výrobky, které se většinou vyráběly v zemi. Rozvíjelo se umění. Naproti tomu pro chudé obyvatele byly další ranou živelní pohromy a hladomory.    
Přesně daná hierarchie společenských tříd často nekorespondovala s ekonomickou situací. Na počátku období nebyly rozdíly tak patrné. Po období Genroku začal šógunát bojovat reformami, půjčkami a devalvací měny s krizí státní pokladny, většinou neúspěšně. Rostly rolnické nepokoje. Neschopnost šógunátní vlády reagovat na potřeby vzrůstající městské komunity, centralizace státu a velký důraz na zemědělskou produkci způsobily ekonomický a morální úpadek země a přispěly k Bakumacu. Po občanské válce Bošin skončila vláda tokugawských šógunů nástupem reforem Meidži. 

## Počátky období a stabilizace

Zmenšený plán města Edo

Tři roky po bitvě u Sekigahary jmenoval císař Go-Józei šógunem Iejasua Tokugawu, který již deset let budoval své sídlo Edo ve východním Japonsku. V roce 1605 předal titul svému synovi Hidetadovi, ale působil dále jako jeho poradce a vládl tak Japonsku až do své smrti. Hrozbu pro rozvíjející se šógunát představoval nejen Hidejori Tojotomi, ale bylo třeba také omezit vliv císaře, který měl mimo jiné problém s udělováním dvorských titulů samurajům. V roce 1613 vydal Iejasu Tokugawa vyhlášku kuge šohatto, která omezovala moc císařského dvora a především vliv na státní politiku. V roce 1615 napadl s armádou pevnost v Ósace a zničil rod Tojotomi. Následně začala platit upravená verze vyhlášky kinčú narabini kuge šohatto, která omezila pravomoci dvora na tradiční rituály a umění. Došlo k oddělení dvorské aristokracie a vojenské třídy (samurajů). Také korunovace pravnučky Iejasua Tokugawy, císařovny Meišó (1624–1696), znamenala pro rod Tokugawa dosažení nejvyššího stupně ve vojenské i dvorské hierarchii.
Ještě před koncem svého života vybudoval bývalý šógun strukturu, která existovala na základě rovnováhy sil skupin daimjó a mocenských zájmů šógunátu. Byla zavedena střídavá služba (sankin kótai), která způsobovala oslabování podrobených daimjóů. Museli se každý druhý rok stěhovat ze svého sídla do hlavního města Eda. K ovládnutí společnosti na nižší úrovni byly zavedeny dokumenty šúmon aratame, vypracované buddhistickými chrámy, které dokládaly příslušnost každého jednotlivce k buddhistické sektě. Zpočátku bylo jejich cílem odhalování skrytých křesťanů, ale posloužily také k upevnění společenského systému.

### Politický systém
Politický systém té doby byl historiky nazván bakuhan. Jedná se o spojení dvou termínů bakufu a han (historicky léno, ovládané daimjóy), které označovaly vládu a hierarchii společnosti tohoto období. Státní moc byla v rukou šóguna, daimjóové vládli nad územím, které měli ve své správě. Zvláštností tohoto systému bylo, že každá provincie měla vlastní administrativu, často také vlastní měnu. V systému bakuhan nebyl stanoven jednotný systém výběru daní a daimjóové na svých lénech vybírali daně dle svého uvážení. Stejnou možnost měl i šogunát. Každá úroveň administrativy vybírala svoje vlastní daně.
Rody daimjóů se dělily do tříd podle svého vztahu k šógunovi. Na hranicích tokugawské země žilo dvacet tři rodin daimjóů. Všichni byli příbuzní (šimpan) s Iejasuem Tokugawou. Patřili jim poradní funkce v bakufu a často dostávali čestné tituly. Druzí v hierarchii byli dědiční vazalové (fudai), kteří získávali za své služby pozemky blízko tokugawského majetku. Zástupcům třídy fudai patřila většina hlavních úřadů bakufu. Ke třetí skupině patřili tzv. „méně důvěryhodní spojenci“ (tozamu), což byli noví spojenci nebo bývalí protivníci. Žili převážně na okraji souostroví a neměli přístup k ústředním vládním pozicím. Ze všech daimjóů měli nejmenší důvěru šógunátu.

### Společenské třídy

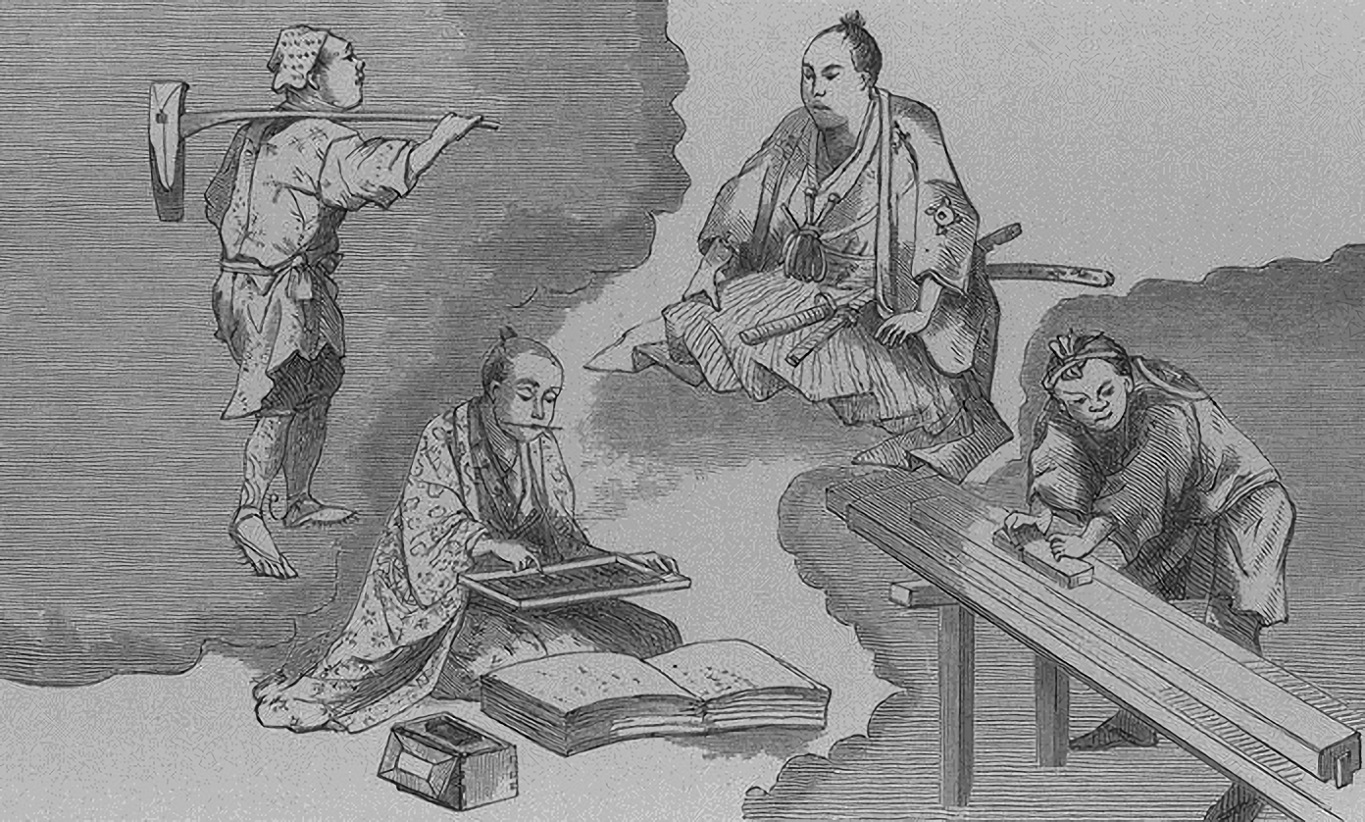
Zobrazení čtyř třídy společnosti během období Edo

Vláda tokugawského šógunátu převzala koncem šestnáctého století koncepci myšlenkového proudu, který vycházel z čínského konfucianismu. Základem  systému bylo dělení obyvatel podle povolání. Nejvýše postaveni byli ve společnosti samurajové, kteří většinou zastávali místa vládních úředníků, následovali rolníci, řemeslníci a obchodníci. Pouze málo obyvatel tehdejší doby stálo mimo tento společenský systém. Patřili k nim dvořané na císařském dvoře, lékaři, kněží, také někteří intelektuálové. Mimo společnost byli postaveni také osoby, vykonávající tzv. nečistá povolání (burakumin). Tento striktní systém společenských tříd byl zahrnut do oficiální vládní politiky a jeho udržování a posilování bylo prováděno klasifikací a sčítáním populace. Byl úspěšný dlouhou řadu let, až koncem vlády rodu Tokugawa začal selhávat. 

#### Samurajové – válečníci a úředníci
Privilegovaní samurajové byla nejvýše postavená společenská třída. Dělili se na vyšší válečníky (džóši) a nižší válečníky (hirazamurai). Džóši zastávali vysoké vládní a vojenské funkce a jejich příjmy byly násobně vyšší, než příjmy nižších válečníků. Ti na běžných úřednických postech tvořily většinu úřednické vrstvy. Feudální pánové, kteří byli vazaly vládnoucí rodiny Tokugawa patřily také mezi válečnickou třídu. Válečníci žili v městech, okolo hradů feudálních pánů a v dobách míru pracovali jako vládní úředníci. Na počátku tokugawského období byli samurajové zkušenými bojovníky, kteří prošli letitými boji (období Sengoku). Během mírových let se stali úředníky. Protože členství v této společenské třídě bylo dědičné, úřednické funkce dědil většinou nejstarší syn. Ve společnosti se poměr samurajů během let neměnil a tak nastávaly problémy, jak zaměstnat všechny členy těchto rodin. 
Na nejvyšších úřednických místech často existoval systém měsíčního střídání, kdy se více úředníků měnilo na jednom úřednickém místě. Naopak tomu bylo u nižších úřednických postů, kdy se povinnosti rozdělily mezi více úředníků. Postupem let se začínal projevovat problém s nedostatkem možností výdělku i omezení v podobě svobodné volby povolání, který byl spojen s narůstajícím počtem osob této společenské třídy. V posledních letech období Edo se začaly vznikat reformní proudy, které požadovaly zrušení systému společenských tříd a uvolnění společenského řádu.
Během 17. a především v 18. století vzrostl počet soukromých škol věnujících se vzdělávání v západních vědách (přírodní vědy, geografie atd.). Vzdělání patřilo mezi důležité předpoklady potřebné pro úřednickou práci samurajské třídy. Narůstající počet vzdělaných obyvatel začal od osmnáctého století omezovat vliv této úřednické třídy a postupně začalo být znevažováno její právo na úřednické posty.

#### Rolníci – zemědělci
Druhou nejvýše postavenou a nejpočetnější třídou byli rolníci, kteří tvořili asi osmdesát procent obyvatelstva společnosti. Do této třídy patřili obyvatelé, kteří nežili ve městech, ale většinou na vesnicích. Šógunát převzal zreformovaný systém katastrálních zápisů, vytvořený Hidejoši Tojotomim, který se stal základem pro výběr daní až do reforem Meidži. Na základě katastrálních zápisů bylo možno pozemky přesně rozdělit na pole a ostatní půdu určenou ke stavbě obydlí. Život na venkově se řídil podle ročních období. Začátkem léta se sela rýže na zavodňovaných polích a na podzim se sklízela. Kromě této hlavní plodiny se  pěstovala také pšenice, tabák, proso, sladké brambory nebo bavlna.
Vláda vytvořila odhad produkce rýže, kterou byla schopna daná vesnice za rok vypěstovat. Na tomto základě se počítávala výše daní, které vesnice odváděla. Daně se odváděly většinou v jednotkách surové rýže. „Původní sedláci“ (honbjakušó), vlastnící největší pozemky nesli odpovědnost za odvádění daní. Vlastníci menších pozemků a mizunomi, kteří nevlastnili žádnou půdu jim byli podřízeni.
Vůdce vesnice, kterého si zvolili původní sedláci byl pro feudální pány zásadní osobou, odpovídající za dodržování poslušnosti a řádu ve vesnici a také za výběr daní. Získával pak od feudálních pánů různá privilegia, například jeho rodina žila ve velkém domě, mohli nosit hedvábné oblečení nebo dokonce meč a používat příjmení. Což byly výsady pouze válečnické vrstvy a dvorské šlechty. Při nedostatečném plnění povinností vesnice byla potrestána právě tato osoba a nejbohatší sedláci.
Vesnice fungovaly jako celek. Každá rodina odváděla svůj podíl na zaplacení daní. Dědicem rodinného majetku se stával nejstarší syn, nebo manžel dcery. Jestliže rodina neměla děti, řešením byla adopce, pokrevní příbuznost nebyla podmínkou. V čele rodiny stál vždy manželský pár, což bylo zásadní pro zachování funkční zemědělské činnosti jednotlivých domácností. Ekonomický a technický pokrok umožnil mnoha chudším rolníkům založit domácnost, která mohla fungovat nezávisle na původní rodině. Existovalo však mnoho rodin, které nebyly vlastníky půdy. Jejich členové se živili v bohatších domácnostech jako sluhové a nevolníci. Mladší synové z rodin odcházeli do měst, kde se stali učedníky řemeslníků a obchodníků. Většinou se stávali součástí nové rodiny a postupně si zakládali vlastní živnost. V druhé polovině období Edo tyto mladé muže z vesnic začali nahrazovat potomci z městských rodin. Města se rozvíjela, rostl i objem městské pracovní síly a bohatší městské rodiny chtěly pro své děti zajistit si možnost vybudování vlastního podniku.
Bohatství a důležitost jednotlivých vesnic bylo hodnoceno množství vyprodukované rýže. Rybářským nebo horským vesnicím, které se zabývaly dřevařskou výrobou, se často nepodařilo vypěstovat dostatek rýže, tak doplácely daně penězi. Během století, i přes hospodářský růst společnosti strádali rolníci. Doba byla ovlivněna hladomory a rolníci požadovali změny různými peticemi.

#### Řemeslníci
Řemeslníci a obchodníci, žijící ve městech v okolí hradů patřili mezi měšťany, pokud žili na vesnici jako například kováři patřili do třídy rolníků. Tvořili přibližně deset procent obyvatel. Ve vlastních dílnách prodávali zboží nebo své služby. Mezi důležitou řemeslnou skupinu patřili stavitelé, kteří pracovali na stavbách a opravovali domy. Mezi „putovní řemeslníky“ patřili lakýrníci, tesaři nebo truhláři vyrábějící potřeby ze dřeva. Žili a nabízeli své služby na cestách, kde zrovna pobývali. Vzhledem ke svému způsobu života nebyli zařazeni do oficiálních záznamů tokugawské vlády.
Řemeslníci ve městech pracovali pod záštitou spolků. Vznikaly nové čtvrtě jednotlivých profesí. Spolky, kontrolujícími kvalitu výroby, ceny, apod., měly podporu státních úřadů. Ty jim za pravidelné poplatky dovolovaly vydávání licencí na provoz řemesla a mohli si tak vytvářet monopol v rámci jejich živnosti, který měl oporu v zákoně. Cechy sdružovali nejen řemeslníky, ale také obchodníky do společné organizace. To bývá uváděno jako jeden z důvodů, proč bylo obtížné rozlišit řemeslníky a obchodníky, kteří byli zařazováni také do třídy měšťanů.
Postupem času se v průběhu období Edo podnikání řemeslníků a jejich společenské postavení měnilo. Na počátku období pracovali v malých, nezávislých dílnách. Postupně bohatší mistři využívali práci levných učedníků. Většinou mezi nimi byli potomci nižších úředníků válečnické třídy. Ti  vzhledem k nedostatku práce, odpovídající jejich společenskému postavení, neměli jinou možnost jak se uživit. Objem výroby řemeslníků rostl a proto postupně pracovali pro vznikající skupinu bohatnoucích obchodníků, kteří mohli nakupovat větší množství různého zboží a prodávat jej dále. Také zde se ukazovalo, že systém společenských tříd již přestal odpovídat ekonomické realitě společnosti.

#### Obchodníci
Obchodníci patřili mezi nejnižší společenskou třídu. Patřili však ke druhé nejpočetnější třídě. Centrem obchodu byla města a postavení obchodníků ve společnosti prošlo během období Edo zásadními změnami. Postupem času bohatli a rostl také jejich společenský vliv, na rozdíl od množství zástupců válečnické třídy, kteří chudli.  Během období vyrostlo několik velkých obchodnických rodin, jejichž firmy prosperují i v Japonsku jednadvacátého století. Jako příklad lze uvést rodinu Micui, která v podobě Mitsui Group patří mezi největší podnikatelské skupiny.

#### Vztahy mezi jednotlivými třídami
Každá z výše jmenovaných společenských tříd se ještě dále dělila, proto je nelze považovat za společenské třídy, ve kterých si byli všichni rovni. Třída válečníků byla nejen nucena dodržovat etické kodexy, ale poskytovala služby feudálním pánům a šógunátní vládě. Život sedláků byl řízen zemědělským rokem a zároveň úředními pravidly. Také řemeslníci byli svázáni svými profesními cechy. Relativně svobodní obchodníci bohatli na základě své pracovní a podnikatelské činnosti, což vedlo ke změnám v rozložení moci ve společnosti. Bohatnoucí rodiny obchodníků si například vytvářely příručky, kde měly zpracovány návody „jak být dobrým obchodníkem“. Jiné příručky obsahovaly instrukce pro budování dobrých vztahů s úředníky atd. Je zřejmé, že obchodníci si začali uvědomovat svůj vliv ve společnosti, i když na společenském žebříčku měli nejnižší postavení.

#### Skupiny mimo systém
Mimo systém čtyř tříd stály skupiny privilegované, jako byla šlechta na císařském dvoře, lékaři, mniši a kněží. Naproti nim existovala početnější vrstva, kterou úřady považovaly za oddělené skupiny. Mezi nejpočetnější patřila skupina eta, kam patřili lidé podle buddhistického učení „nečistí“. Pracovali jako řezníci, ale také mezi ně patřili hrobníci a popravčí. Žili odděleně v komunitách u měst a vesnic. Druhou skupinu tvořili hinin, doslova „ne-lidé“, kteří se živili pouličním divadlem, prostitucí, žebráním nebo věštěním.
Sice se jednalo o společenské skupiny často diskriminované, ale i zde vysoce postavení eta nebo hinin, ovládající skupiny v rámci svého postavení, žili lépe, než nízko postavení jedinci základních čtyř společenských tříd.

### Právní systém
Právní systém byl složen ze zákonů stanovených na počátku tokugawského období šógunátní vládou. Mezi nejdůležitější psané dokumenty patřil edikt Buke šohatto, sepsaný poprvé Iejasu Tokugawou pro válečnickou třídu a feudální pány. Do právního systému dále patřily edikty vydané šógunem a zvykové právo. Během let byly tyto edikty revidovány, jejich podstata zůstala však stejná. Obsahovaly pravidla chování válečnické třídy. Určovaly způsob správy území pro feudální pány a také jejich povinnost stěhování do hlavního města s celou rodinou atd. Mezi důležité právní psané sbírky patřil dokument Kuge hóšiki, obsahující zákony pro kjótský císařský dvůr. Další zákony musela dodržovat šlechta, která žila ve městech mimo Kjótó. Úřednická třída (bývalí válečníci) musela také striktně plnit dané povinnosti. Edikty většinou neovlivňovaly život prostých občanů (heimin), což byli rolníci, řemeslníci a obchodníci. Ti se dělili na obyvatele venkova (hjakušó) a na měšťany (čónin) a platil pro ně právní řád, podložený zvykovým právem a nepsanými dohodami, které byly založeny na vzájemné důvěře zúčastněných stran. Zvykové právo poskytovalo lidem nižších tříd, většinou měšťanům větší volnost a hospodářskou prosperitu.

## Hospodářství
Počátkem sedmnáctého století rostl zahraniční obchod země především s Čínou a Koreou. Nově používané dovezené technologie přinášely vyšší výnosy z obdělávané půdy. Rozvíjela se nová řemesla, rostly trhy a vznikala nová města. Obchod se zahraničím přinesl nové zboží, jako bylo hedvábí, měděné mince, porcelán, knihy a další výrobky. Z Japonska se vyvážely suroviny, japonské meče a novinka, skládaný vějíř.

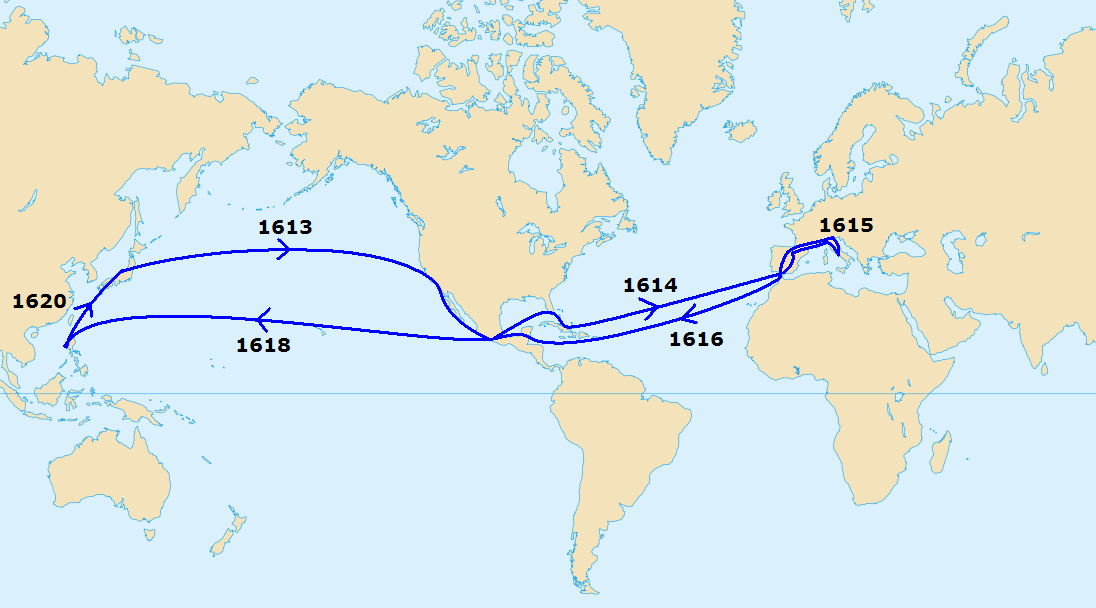
Cesta Cunenagy Hasekury

Během druhého desetiletí sedmnáctého století samuraj Cunenaga Hasekura navštívil Místokrálovství Nové Španělsko a některé evropské přístavy jako první japonský velvyslanec v Americe, ve Španělsku a v Itálii. Evropští panovníci odmítli uzavřít obchodní dohody, o které Hasekura usiloval, s ohledem na potlačování křesťanství v Japonsku.
 

Další hospodářský rozvoj byl ovlivněn a zpomalen v roce 1616 uzavřením japonských přístavních měst pro evropské obchodní lodě, s výjimkou Nagasaki a Hirada. V letech 1623 a 1624 byly zrušeny obchodní styky s Anglií a Španělskem. V roce 1635 vydal šógun Iemicu Tokugawa edikt, kterým izoloval Japonsko od okolního světa. Motivem těchto opatření byl nejen strach ze šíření křesťanství, ale i potenciální nebezpečí hrozící od Evropanů jako kolonizátorů. Velmi důsledné dodržování těchto restrikcí vedlo k dalšímu výraznému poklesu zahraničního obchodu.   

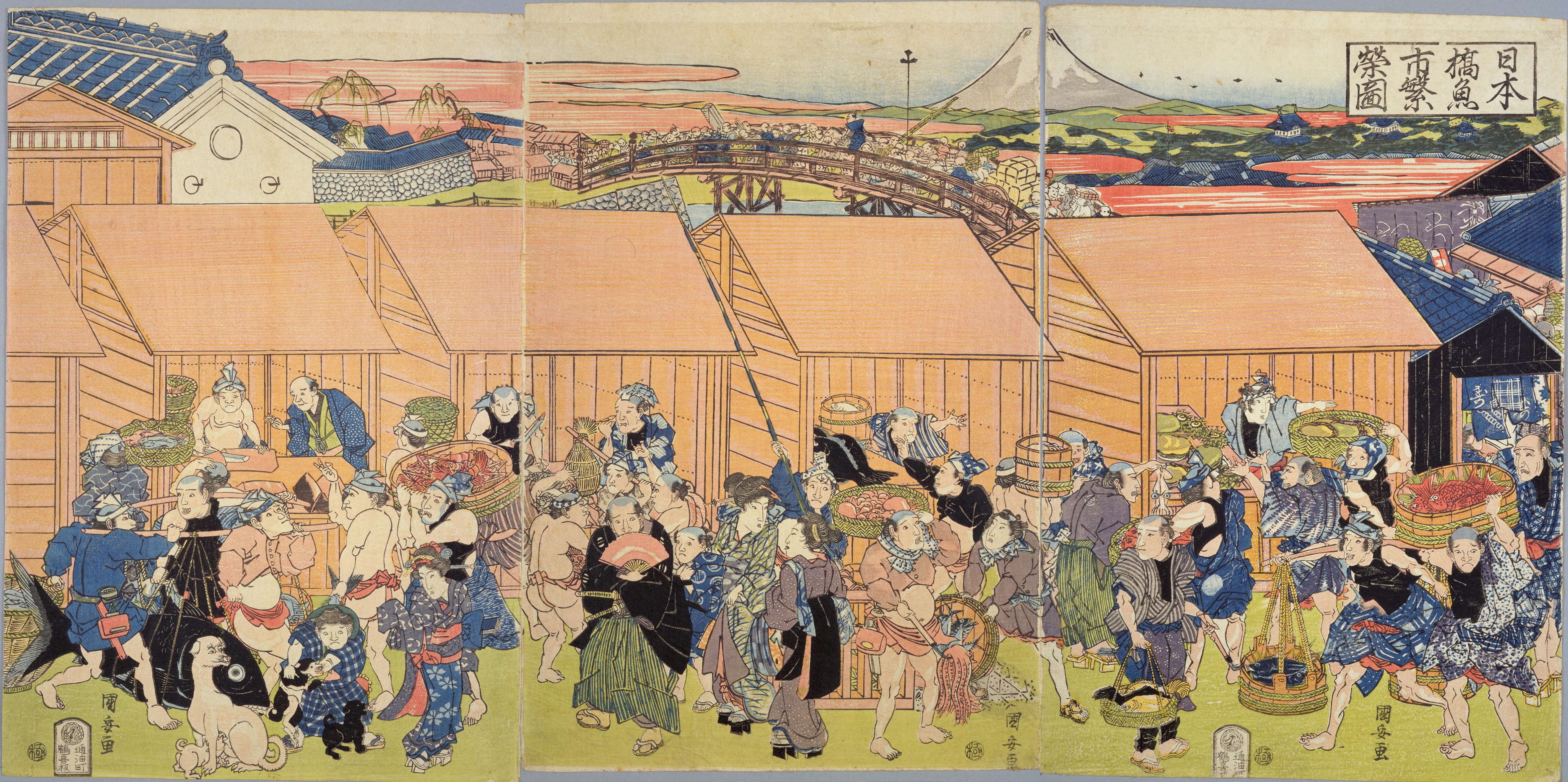
Kresba rybího trhu v Nihonbaši, autor: Kunidžasu Utagawa

Systém sankin kótai, zavedený šógunátem pro bezpečnou podřízenost daimjóů, si zavedla daimjó také na svých lénech. Časté cestování vedlo k rozvoji komerční ekonomiky. Obchodníci se soustředili v provinčních městech i městech daimjónů, aby uspokojili potřeby „pánů“ na cestách. Ti soustavným cestováním ztráceli přehled i kontrolu nad svými lény a začínaly se zadlužovat. Během tohoto období rostla prosperita městských center. V rámci země byla vybudována rozsáhlá síť silnic. Zvyšoval se objem stavebních řemesel, stoupal počet kupeckých spolků a bankovních zařízení. Ve městech rostla poptávka po zboží a službách obchodníků a řemeslníků.  
Šógunát umožňoval daimjóům prodávat přebytečnou rýži pouze ve městech Edo a Ósaka, proto zde vznikly rozsáhlé trhy s rýží. V tomto období začali daimjóové používat „forwardové kontrakty“ k prodeji rýže. Tyto smlouvy se podobaly modernímu obchodování s futures. 
V první části období Edo zažilo Japonsko rychlý demografický růst. Kolem roku 1600 žilo v zemi asi dvacet milionů obyvatel. V roce 1721, kdy proběhlo první sčítání lidu, měla země třicet milionů obyvatel. Během dalšího století se počet obyvatel zvyšoval minimálně. Snížení porodnosti je připisováno „velkému hladomoru“ v letech 1782 – 1788 během období Temmei (1781–1789), za vlády císaře Kókakua.

### Nepokoje a reformy pro udržení systému

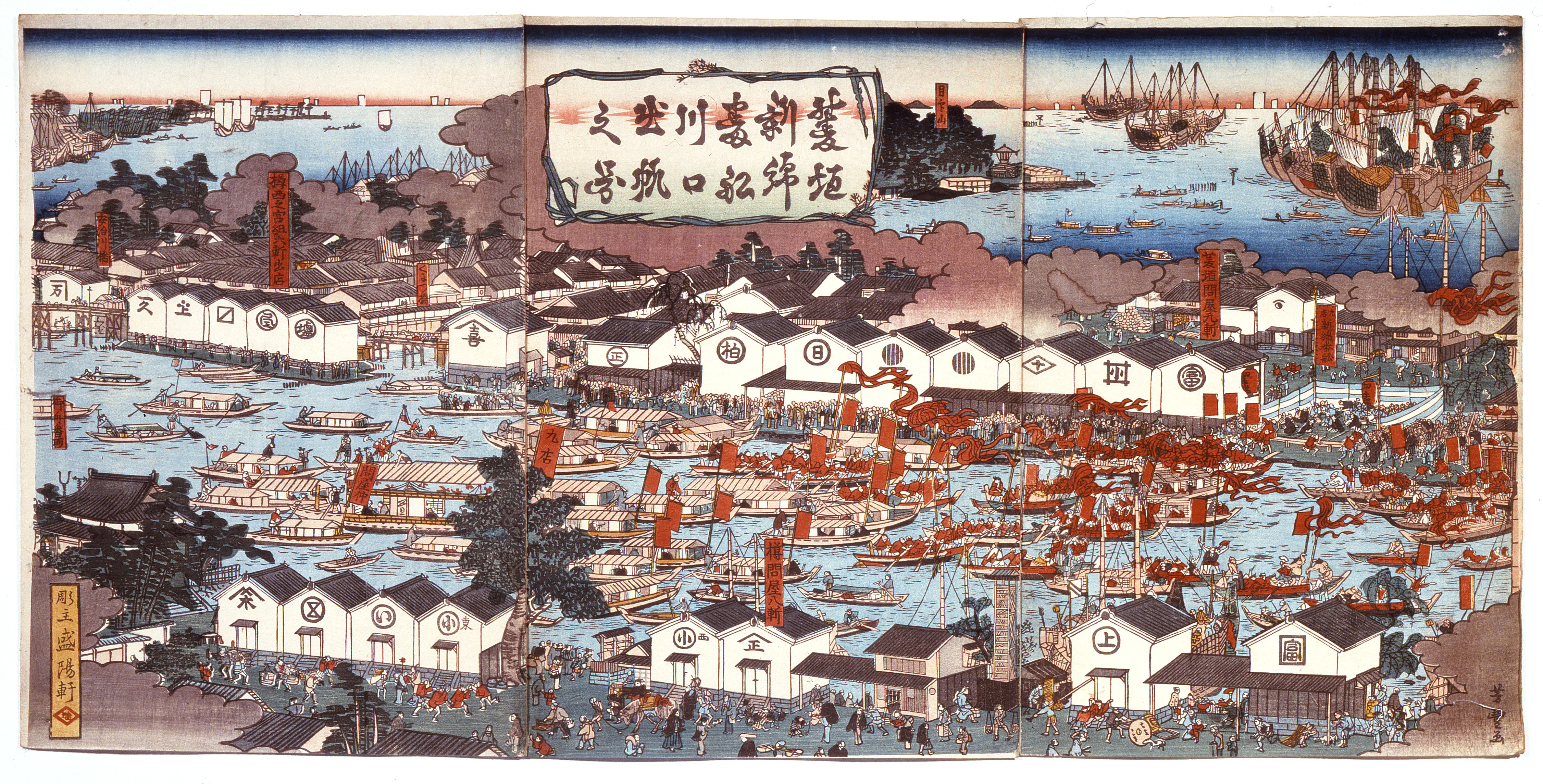
Sada tří ukiyo-e tisků – Ósacký přístav, autor: Jošitojo Gansuitei

Od počátku osmnáctého století, po období genroku, státní resp. šógunátní rozpočet přestal vykazoval zisk. Prosperovali obchodníci a statkáři, naopak stále více chudli rolníci. Rostla i zadluženost samurajů. Během celého století šógunát neúspěšně bojoval reformami, půjčkami i devalvací měny s krizí státní pokladny. Například reformy Kansei byla série opatření zaváděných během období Kansei (1789 – 1801) japonským státníkem Macudaira Sadanobu mezi lety 1787 – 1793. V polovině roku 1787 byl jmenován poradcem šóguna Ienariho Tokugawy. Provedl řadu změn, například snížil výdaje ve městech, vyčlenil zásoby pro budoucí hladomory, navýšil zásoby rýže bakufu a od daimjóů požadoval stejný režim. Povzbuzoval rolníky žijící ve městech k návratu na venkov, také zrušil některým daimjóům dluhy u obchodníků.
Nepokoje, kterým se říkalo „útoky na sklady“ (učikowaši) vzdorovala městská chudina proti nekalým obchodům s rýží. V roce 1768 byli samurajové na krátké období vyhnání z Niigaty. Po velkém hladomoru v roce 1787 proběhla řada nepokojů v japonských městech. Také rolníci protestovali proti vykořisťování a peticemi občas dosáhli zlepšení svých poměrů.

## Umělecký a intelektuální rozvoj

### Vzdělání
První šógun Iejasu Tokugawa založil šimpan konfuciánské akademie a ostatní daimjóové jej následovali a zakládali školy hankó. Během jedné generace získala většina samurajů vzdělání, potřebné pro jejich úřednická povolání. Kromě samurajů zde získávali vzdělání také buddhističtí a šintoističtí duchovní. 

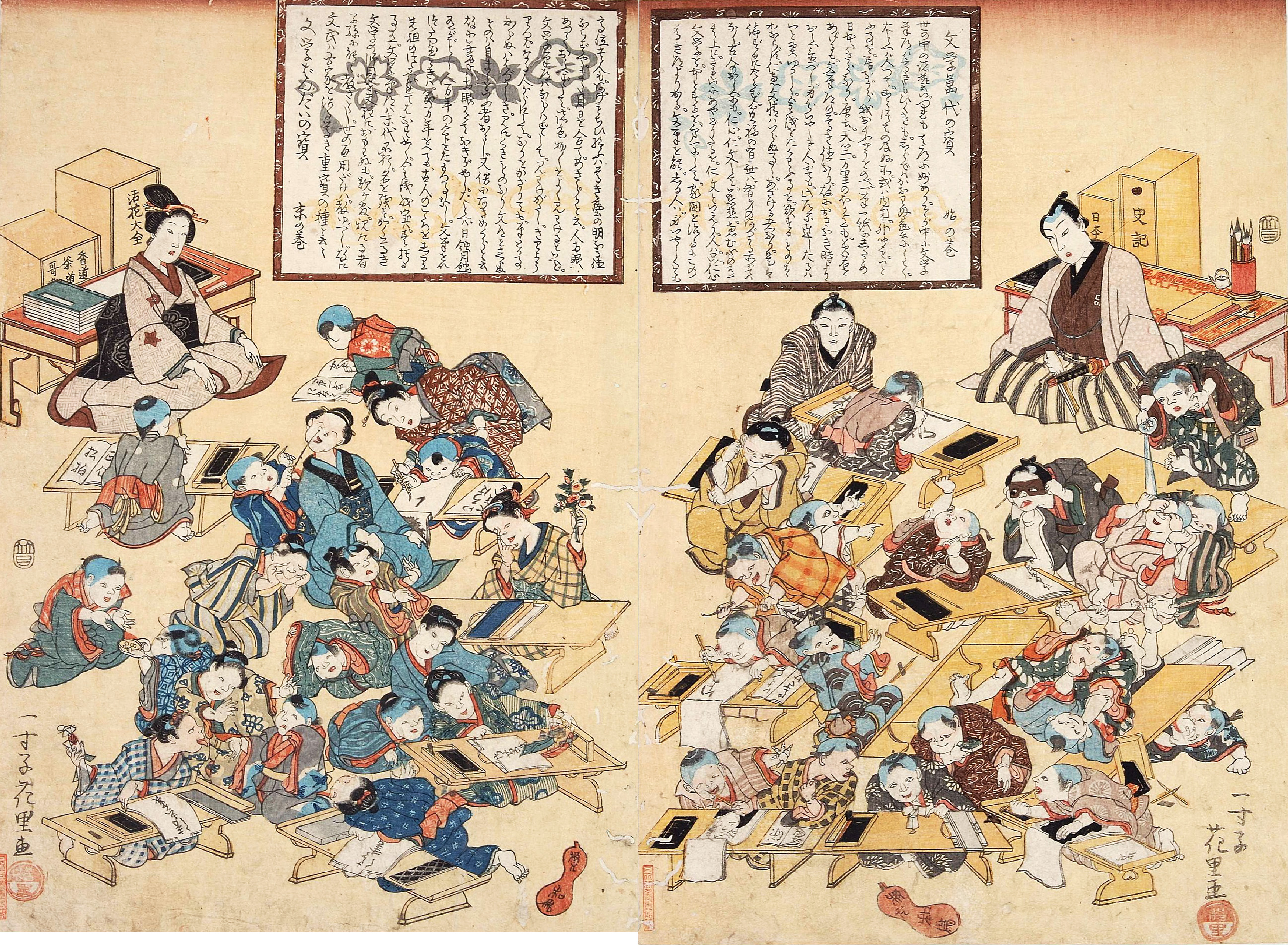
Obrázek soukromé vzdělávací školy

Vzdělávání se soustředilo v buddhistických chrámech a ve vzdělávacích školách (terakoja), které byly sponzorovány bohatými obchodníky a řemeslníky. Na počátku devatenáctého století se tyto školy rozvíjely. Rozdělily se na různé instituce, které sloužily ke vzdělávání dětí měšťanů, sedláků a válečníků. Děti učili nejen kněží, ale i lékaři a róninové. Vyučovalo se psaní, čtení, počítání, ale i disciplína a chování. Na vesnicích učili kněží z buddhistických chrámů nebo šintoistických svatyní pouze děti předních sedláků.
V Edo bylo zřízeno několik škol přímo podporovaných tokugawským šógunátem. Mezi významnou patřila například neokonfuciánská Šóheikó. Po ukončení školy se ze studentů většinou stávali učitelé. Koncem druhé poloviny osmnáctého století existovalo v zemi přibližně dvě stě soukromých škol. Na výuku čínské medicíny byla zaměřena škola Igakukan.
Gramotnost se během období Edo výrazně zvýšila. Z pohledu vydávání knih lze toto období zařadit mezi velmi plodné. V raném období do roku 1703 byly vydávány kánony, historické knihy, filozofické spisy a buddhistické texty. V letech 1704–1763 bylo množství spisů kanbun (texty psané čínsky) přeloženo do japonštiny a vydáno.
Odborné texty byly v první polovině období Edo publikovány většinou v čínštině. Psaly se texty zabývající se západními vědami astronomií, anatomií nebo například geografií. Například přírodovědec Kaibara Ekiken vytvořil dílo Léčivé byliny v Japonsku (Jamato honzó). Z období Edo se zachovalo několik set čínsky psaných deníků, popisujících každodenní život.
Byly vydávány knihy různých žánrů, počínaje knihami o vaření a zahradničení, cestopisy, knihy o umění, scénáře bunraku, ilustrované kibyóši (satirické romány), šarebon (knihy o městské kultuře), kokkeibon (humorné knihy z běžného života), ninjóbon („milostné romány“), etické jomihon nebo ilustrované kusazóši.
V Edu existovalo šest až osm set půjčoven knih, kde si lidé tyto dřevotisky půjčovali nebo kupovali. Nejprodávanějšími knihami tohoto období byly Život zamilovaného muže od Ihary Saikaku, Nansó Satomi Hakkenden od Takizawy Bakina a Tókaidóšú Hizakurige od Džippenši Ikku. Knihy byly mnohokrát dotiskovány.

### Filozofie a náboženství
Konfuciánské ideály byly již po staletí považovány za základ morálky v zemi. Studium konfucianismu i buddhismu bylo však podmíněno vzděláním, proto duchovní život prostých lidí stále ovlivňoval šintoismus. V první polovině sedmnáctého století se začal šířit tzv. neokonfucianismus, který poskytoval nový pohled pro duchovní i praktické normy života. Učení kladlo důraz na vzdělání a mezilidské vztahy. Na jeho základě byla společnost rozdělena do čtyř tříd na samuraje, rolníky, řemeslníky a obchodníky.
V období Edo byl neokonfucianismus v Japonsku přijat pozitivně. Konfuciánské učení o věrnosti a poslušnosti odpovídalo tehdy již dlouhé tradici života vojenské vrstvy a samurajů. Ke konci období se učení rozšířilo i mezi prostý lid. Původní forma učení, ze které bylo čerpáno, byla výrazně změněna japonským stylem myšlení a radikálně se lišila především v myšlence absolutní věrnosti pánovi. Byly vydávány nové zákony a administrativní nařízení. Nová teorie vlády a nová vize společnosti sloužily jako prostředek, ospravedlňující vládnutí bakufu. Každý člověk měl ve společnosti přesně dané postavení a očekávalo se od něj, že bude pracovat na naplnění svého životního poslání. Vláda měla povinnost být zodpovědná a vládnout lidu shovívavě. Třídní systém byl sice ovlivněn neokonfuciánstvím, ale nebyl s ním totožný. Zatímco vojáci a duchovní byli v čínském modelu na spodních příčkách hierarchie, v Japonsku tvořili vládnoucí třídu.
Členové samurajské třídy se drželi tradic bušidó. Odlišná kultura známá jako „cesta měšťanů“ se objevila ve městech Ósaka, Kjóto a Edo. Mísila šintoismus, neokonfuciánskou a buddhistickou víru a zároveň usilovala o dodržování tradic bušidó (píli, poctivost, čest, loajalitu a šetrnost).
Buddhismus i šintoismus byly v této době stále živé. Buddhismus, nadále podporován vyššími třídami spolu s neokonfuciánstvím poskytoval standardy společenského chování. Upevnily ho i edikty proti křesťanství.
Pevné rozdělení společnosti na han (léna), vesnice a domácnosti upevnilo místní šintoistické vazby. Šintoismus pomohl zachovat také pocit národní identity. Posléze přijal intelektuální formu, formovanou neokonfuciánským racionalismem a materialismem. Akademické hnutí kokugaku vzniklo vzájemným působením těchto dvou učení. Kokugaku přispělo k oživení šintoismu v osmnáctém a devatenáctém století. Toto filologické a filozofické hnutí stálo v silné opozici vůči čínskému buddhistickému a konfuciánskému učení, které dominovaly japonskému akademickému světu té doby. Jejich snahou bylo očištění učení od cizích vlivů, včetně buddhismu a konfucianismu.
V zemi se rozvíjela se studia západních věd a techniky prostřednictvím informací a knih od holandských obchodníků. Mezi oblasti, které se studovaly patřila geografie, medicína, přírodní vědy, astronomie, umění a další vědy, například elektřina a mechanické vědy.

### Umění, kultura a zábava
Bohatství rostoucích měst vedlo k dalším kulturním a sociálním změnám. Základní vzdělání si osvojila většina měšťanů, bohatších rolníků a třída samurajů. Ósaka se stala střediskem měšťanské kultury. Hlavním politickým a kulturním centrem však bylo Edo. Společenský život ve městech se soustředil do zábavních čtvrtí. Kultura a umění tohoto období se projevovala sklony k okázalosti, ale převládala umírněnost a kázeň jako pozůstatky vlivu období Ašika.
V oblasti umění se stala známou dekorativní škola Rinpa, jejíž název byl odvozen od jména jejího nejznámějšího představitele Ógaty Kórina (1658–1716). Ke škole se připojil v období Genroku. Obrazy i umělecké výrobky školy Rinpa se vyznačovaly nejen dekorativními a okázalými vzory, ale také uplatňováním klasických japonských estetických ideálů. Byly využívány například principy asymetrické kompozice, nebo velké detaily. Mezi její znaky patřila barevná vytříbenost a vyváženost. K významným umělcům školy patřili Honami Kóecu, Sótacu Tawaraja, Hóitsu Sakai a Kiicu Suzuki. Svými realistickými malbami byli známí Jakučú Itó a Ókjo Marujama. Většinou byli podporováni bohatými obchodníky, kteří prosperovali z hospodářského rozvoje tohoto období.
V historii japonského malířství existovalo množství malířských škol věnujících se tušové malbě. Do popředí se v druhé polovině šestnáctého století dostala škola Kanó. Po období Azuči-Momojama zástupci této školy kreslili rozměrné obrazy na dveře nebo na stěny.
Bohatnoucí společnost požadovala umělecké předměty zdobené lakem, kovem nebo slonovinou. Samurajové nebojovali, proto jejich zbroj byla většinou zdobena lakováním technikou maki-e. Populární byly také úchyty na samurajské meče. Každý han (léno) podporoval výrobu řemesel, která vylepšovala rozpočet daimjóů. Výrobky řemeslníků ze středního Japonska, oblasti ovládané daimjó Maeda byly pro svou kvalitu žádané v celém Japonsku. 

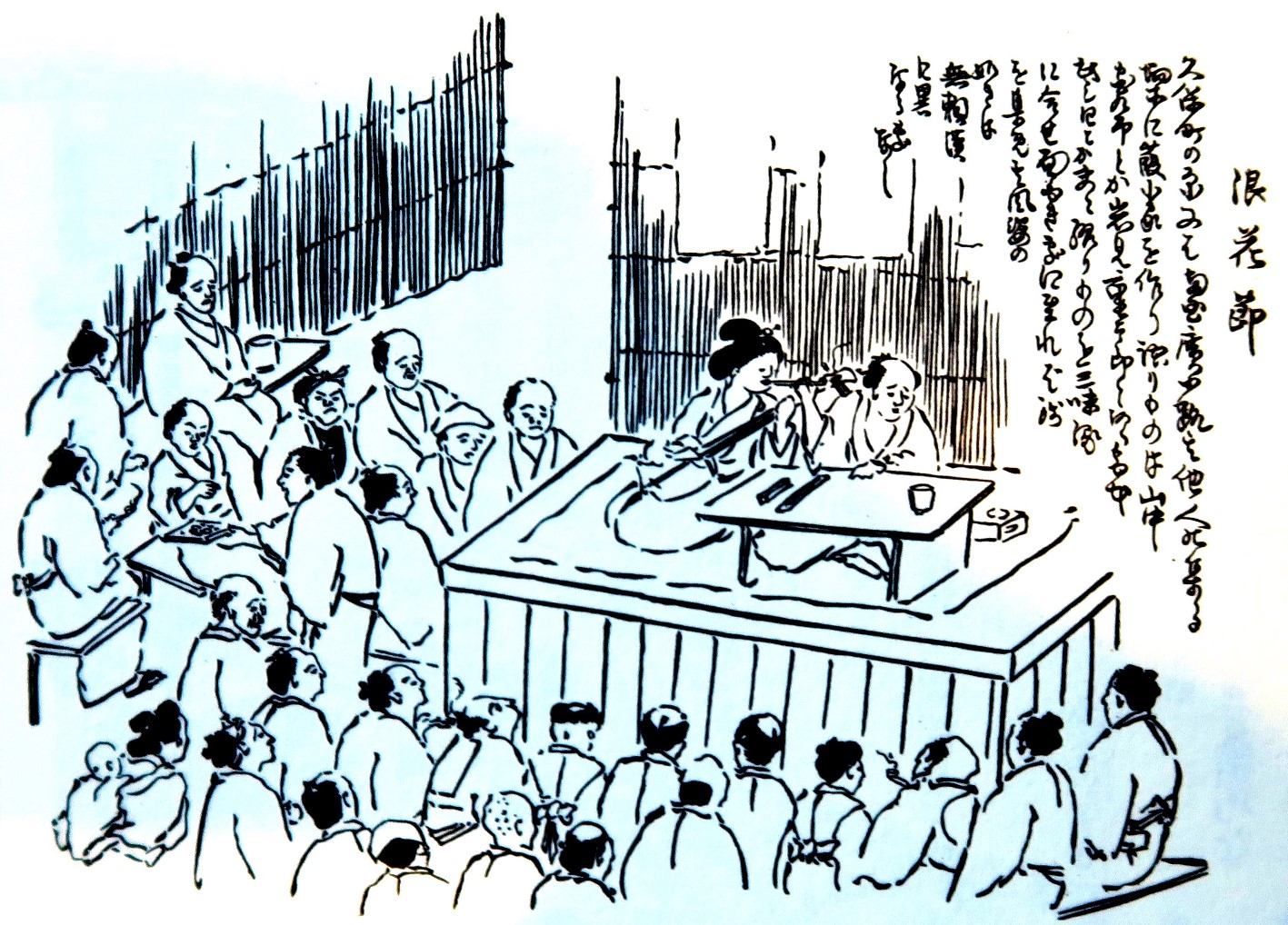
Kresba zobrazující jose scénu

Městské obyvatelstvo se začalo věnovat nové masové kultuře. Uměleckým proudem odpovídajícím jejich vkusu se stalo umění ukijo. Bohatí měšťané se chodili bavit do čtvrti Jošiwara. „Rozkvět“ kulturního života přinesl gejši, hudbu, populární příběhy, divadlo kabuki a bunraku. Dostupná byla poezie, literatura nebo umělecké obrazy ukijo-e.
Období Edo se vyznačovalo také uměleckým vývojem divadla, hudby i další zábavy. Vzniklo několik typů kabuki. Například některé šibaraku byly hrány pouze pro šlechtice. Součástí divadla kabuki byly módní trendy, satirické aktuální zprávy a reklamy. Spolu s kabuki bylo lidmi oblíbené vyprávění rakugo, komické nebo historické příběhy na scéně jose. Nejoblíbenějším sportem bylo sumó.
Urbanizace přinesla také nové možnosti občerstvení. Mezi lidmi se staly oblíbené malé mobilní stánky s občerstvením, kde si bylo možno koupit nudle soba, suši nebo tempuru. Vznikly tofu restaurace, čajovny nebo hospůdky izakaja. Pro bohaté hosty se otevřely tradiční restaurace ryotei. Hodnocení restaurací bylo vydáváno v tištěné podobě.

### Móda

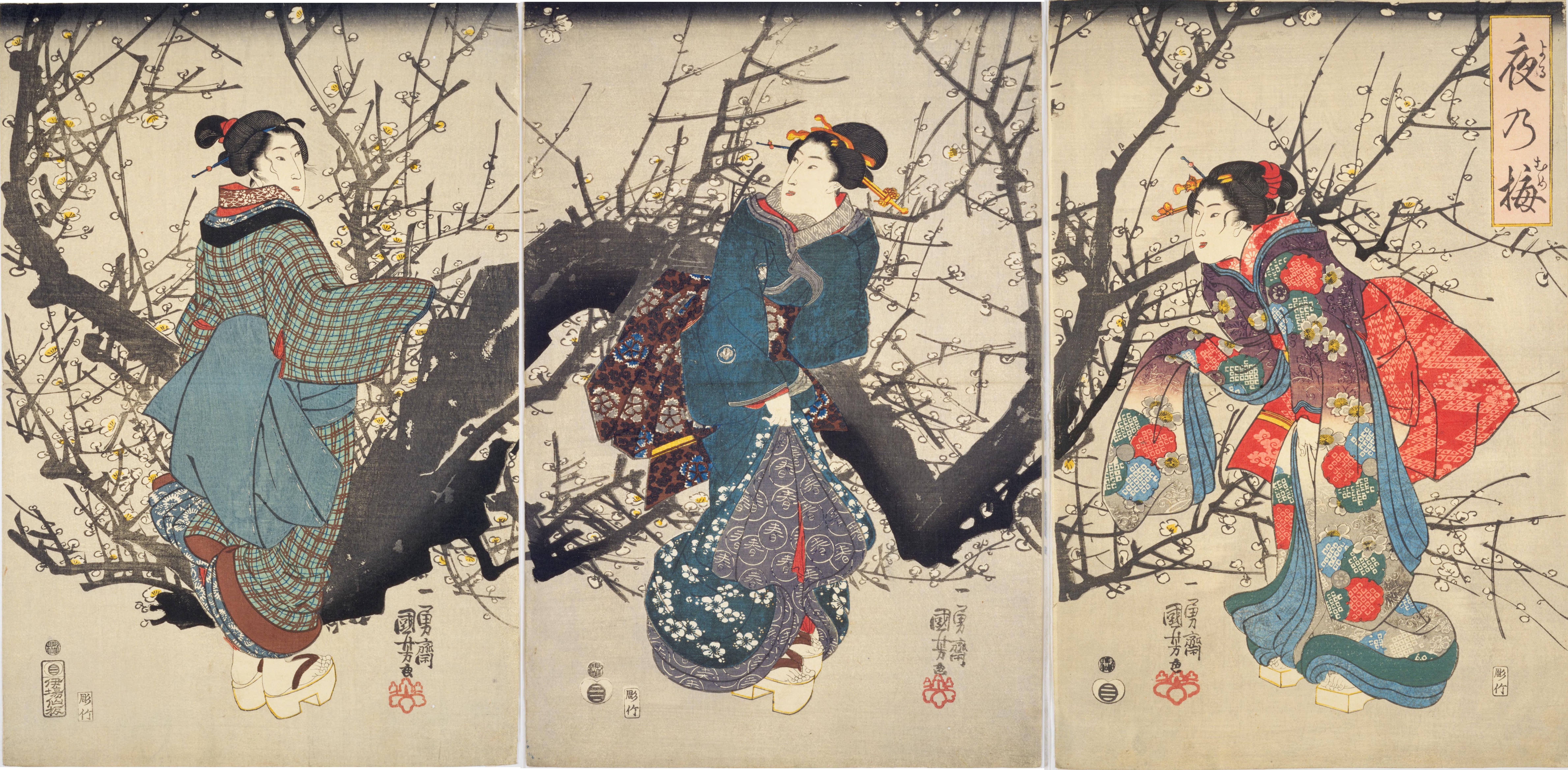
Kimona během období Edo Kunijoši Utagawa, dřevotisk

Během období nastal také rozvoj textilních technik. Pro oděvy venkovanů se rozšířila tmavomodrá barva, nenosili ji osoby vyššího postavení. Světle modrá barva byla barvou vzorných manželek a používali ji také herci v divadle kabuki. Divadelní kostýmy se vyznačovaly zdobností. Výroba hodnotných kimon pro vážná dramata nó byla podporována šógunátní vládou.

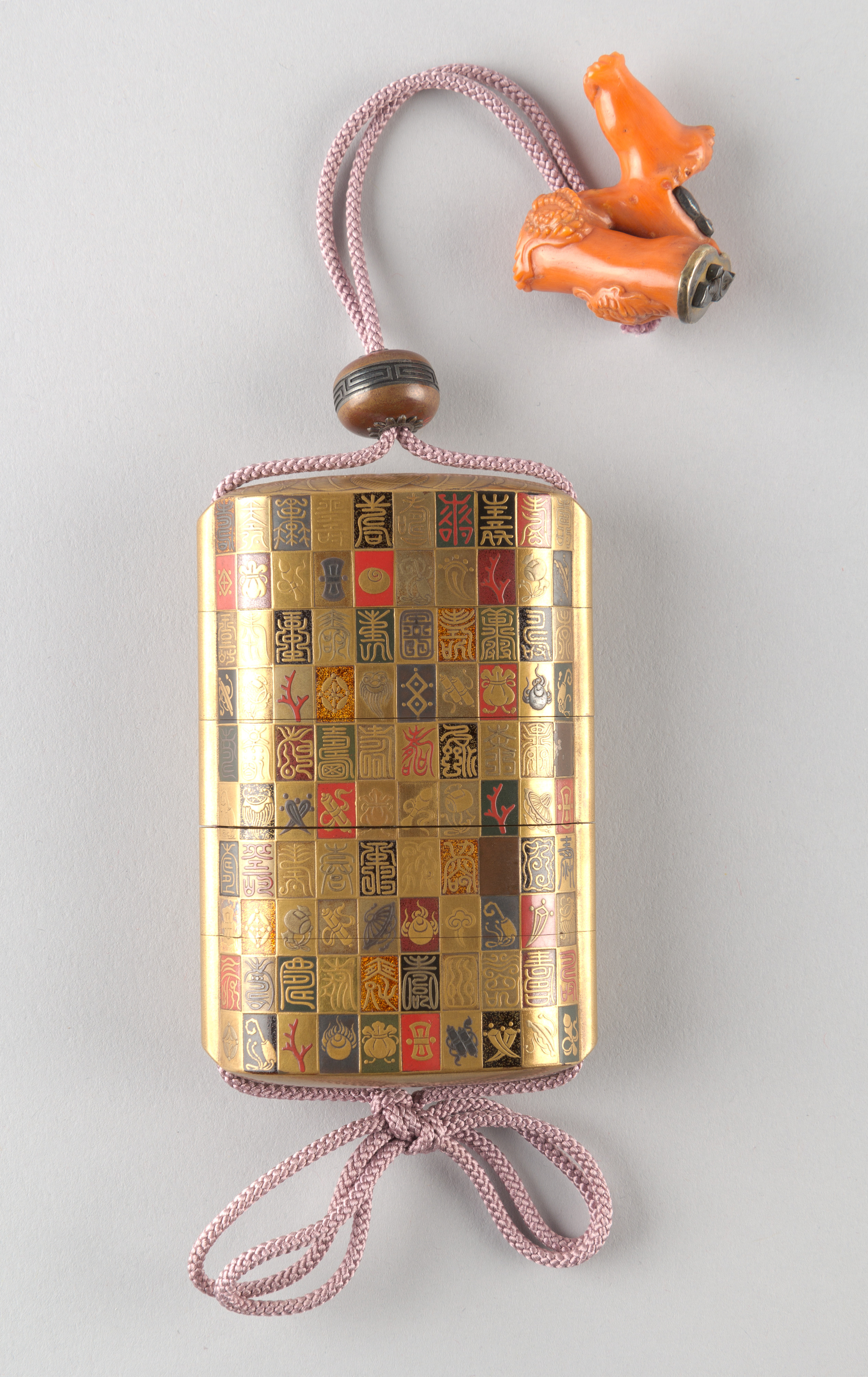
Inro, 18. století

Bohatým měšťanům bylo zakázáno oblékat se do pestrých brokátů a damašků. Kimona, která nosili muži i ženy, se stávaly dekorativnější, protože byl vytvořen nový styl barvení hedvábí a technika batikování. K výrobě zdobených látek se používala tradiční japonská technika prošívání sašiko (jednoduchým předním stehem se vytvářel vzor bílou nití), která se dříve používala k zateplení oděvů. V tomto období zaznamenala největší rozšíření a vylepšení. Převládaly odstíny šedé, modré a hnědé. Během tohoto období se z úzkého pásku obi vyvinul široký pás s náročným způsobem vázání.
Červená barva kimona byla oblíbená u bohatých žen, barvivo bylo velmi drahé a červený oděv byl tedy projevem bohatství. Japonští návrháři byli ovlivněni dovozem indických látek nizozemskými obchodníky a vyráběli návrhy látek, které byly ovlivněny indickými vzory. Dováželi se také látky z Anglie nebo Francie.
Inro (japonské pouzdro na nošení malých předmětů, zavěšené na obi) se stalo populárním doplňkem. Původně se používalo jako přenosné pouzdro na vložení pečeti nebo léku. Od poloviny období Edo se však objevovaly výrobky s vysokou uměleckou hodnotou vhodné jako módní doplňky.

## Šogunát v devatenáctém století

### Námořní styky
Na konci osmnáctého století se jako první pokusilo o obnovení kontaktů s Japonskem Rusko, poté kdy se na Kamčatce objevili japonští trosečníci. Přes Kurilské ostrovy se dostali na ostrov Hokkaidó. S vědomím ruské carevny Kateřiny II. Veliké připlul na Hokkaidó důstojník Adam Laksman. V létě roku 1793 získal povolení k cestě do přístavu Nagasaki. Toto povolení využil až v roce 1804 Nikolaj Rezanov, později první ruský vyslanec v Japonsku. Po půl roce čekání byl odmítnut. Během let 1806 a 1807 proniklo několik ruských lodí na sever Japonska. Poslední kontakt uskutečnil ruský mořeplavec Vasilij Golovnin v roce 1811, který byl během zkoumání Kurilských ostrovů zajat a držen jako vězeň na ostrově Hokkaidó. Za dva roky byl propuštěn a vyměněn za japonského obchodníka v Rusku. Po této události Rusko ztratilo zájem o navazování dalších styků s Japonskem.
V posledním desetiletí osmnáctého století k pobřeží Kjúšú a Hokkaida začaly připlouvat anglické lodě. V roce 1808 se objevila britská loď v přístavu Nagasaki a po dvou dnech odplula. O deset let později doplula britská loď až do zálivu v Edu. Mezi opatření šógunátu patřila stavba opevnění Hokkaida a v roce 1825 byl vydán edikt „k odpuzování cizích plavidel“. Všechny cizí lodě byly vykázány z japonských vod. Edikt platil do roku 1842.
Americké lodě připlouvaly k japonským břehům ve stejné době jako lodě ruské. Zpočátku se Američané nesnažili navázat obchodní styky. Později s ohledem na zvyšování počtu lodí, které poháněl parní stroj se stalo Japonsko vhodným místem k vybudování uhelné stanice i k odpočinku během dlouhé plavby. Po několika neúspěšných kontaktech, mezi něž patřilo vylodění komodora Jamese Biddlea v roce 1846. O tři roky později připlul do Nagasaki komodor Glynn, který sice osvobodil několik amerických námořníků, ale k navázání obchodních styků opět nedošlo.

### Krize hospodářství
Krizi prohloubil další velký hladomor, který vypukl v roce 1833. Zemřelo přibližně jeden a půl milionu lidí. Opět rostla cena rýže, která vedla k další nespokojenosti obyvatelstva. Ta v roce 1837 vyvrcholila vzpourou městské chudiny a pokusem dobít Ósacký hrad.
Poslední reformy známé jako Tempó, které měly stabilizovat šógunát, zaváděl Mizuno Tadakuni (1794–1851). Rozpustil velké obchodní cechy a snížil ceny potravin, opět prominutím část dluhů a úroky vysoce postaveným samurajům  Vydal edikt, podle kterého měli lidé žít střídmě a skromně. Svými nařízeními si znepřátelil prostý lid, ale také mnoho daimjóů, kterým snižovaly příjmy jeho pokusy zvyšovat zisk šógunátu. Mizuno byl ze své funkce odvolán v roce 1845, když se snažil získat půdu v okolí Ósaky a Eda pod šógunátní zprávu. Ještě před svým odvoláním zavedl pevný kalendář a specifikoval dobu některých svátků. Tyto změny však přinesly pouze řadu zmatků.
Ve vnitřní politice země začaly vznikat různé frakce. V roce 1847 byl Abe Masahiro jmenován do čela nejvyššího správního úřadu šóguna. Plánoval  řešit rozpory v japonské společnosti zvýšením angažovanosti císařského dvora v politickém životě a užší spolupráci s daimjóny. Snažil se tak posílit pozici Tokugawského šogunátu. Další jeho ideou, kterou se mu také nepodařilo realizovat, bylo přijetí západních technologií. Naproti tomu stoupenci stávajícího systému byli císař Kómei i Nariaki Tokugawa, daimjó z Mito.
Tadakuniho reformy nepřinesly mnoho výsledků, ale řada han jako Tosa, Sacuma a Čóšú na ně úspěšně navázala a ekonomicky posílila své regiony. Rody Šimazu ze Sacumy a Móri z Čóšú představovaly tradiční protivníky Tokugawského šógunátu již od jeho počátků. 
Již v roce 1854 vláda daimjó v Tose modernizovala výzbroj samurajů. V rámci vojenské reformy byly zřízeny jednotky domobrany (mimpeitai). V roce 1862 byla provedena reforma školství. Tradiční školy hankó nahradily akademie, kde bylo poskytováno vzdělání v domácích i zahraničních oborech.
Šimazu Nariakira patřil mezi blízké přátele Abe Masahira a v roce 1851 se stal vládnoucím daimjó v Sacumě. Jeho vláda znamenala přijímání západních vlivů a jeho reformy posílily postavení Sacumy. Pouze vnitřní tlak však nezpůsobil pád šógunátu. Obnovení kontaktů Japonska se Západem mělo patrně větší podíl na japonské krizi v polovině devatenáctého století.

### Perryho expedice
V červenci roku 1853 přistál v Uraze v Edovském zálivu komodor Matthew Calbraith Perry se čtyřmi válečnými loděmi. Přivezl dopis prezidenta Spojených států amerických Millarda Fillmora pro japonského císaře a jeho primárním cílem bylo ukončit politiku sakoku a otevřít japonské přístavy pro obchod s USA diplomatickou cestou nebo i s použitím síly. Což dal na vědomí šógunátní vládě s tím že připluje další rok. Po odevzdání dopisu odjel Perry zpět do Ameriky. Již v únoru roku 1854 se komodor Perry vrátil. Jednání probíhala několik týdnů a 31. března 1854 byla podepsána  smlouva v Kanagawě. 

### Modernizace a období Bakumacu
Podepsáním nevýhodné smlouvy došlo k narušení politiky izolace i stability šógunátní vlády. Bakufu bylo obviňováno, že nepodniká žádné kroky ke znovu obnovení stabilizace země. Ve společnosti, ale i ve vládě se vytvořily dvě skupiny. Konzervativní část se chtěla vrátit do úplné politiky izolace. Druhá skupina uznávala, že kontakty se zeměmi Západu budou nedílnou součástí jejich života. V této skupině byli zastoupeni mladí lidé, studující rangaku.
Zástupci han Tosa, Sacumy a Čóšú se setkali v roce 1866 v Ósace a vytvořili vojenskou alianci Saččó. Prvním bodem jejich dohody o spolupráci  bylo poskytnutí pomoci v případě napadení další stranou. Šógunát uspořádal dvě trestné výpravy proti těmto han (lénům), ale byl poražen. V témže roce koncem července zemřel šógun Iemoči Tokugawa.
Šógunát modernizoval armádu a námořnictvo. V roce 1855 byla založena v Nagasaki námořní škola. Zájemci studovali v západních námořních školách. Pod vedením francouzských inženýrů byly vybudovány loděnice v Jokosuce. Stavěla se slévárna v Jokohamě.
Císař Kómei zemřel v lednu roku 1867 a jeho nástupcem se stal jeho druhorozený čtrnáctiletý syn Mucuhito. Tomomi Iwakura komorník mrtvého císaře a blízký spolupracovník Sacumy tak mohl ovlivňovat císařský dvůr prostřednictvím nezkušeného císaře.
V březnu roku 1867 byla v Kjótu aktualizována Smlouva z Kanagawy, kdy byl splněn požadavek otevření přístavu Hjógo. V témže roce byla podepsána tajná dohoda mezi zástupci Tosy a Sacumy na svržení šógunátu. Sacuma však požadovala zásah silou, ale Tosa chtěla, aby se moc císaři vrátila pokojnou cestou. K názoru Sacumy a Čóšú se připojilo také Aki.
Počátkem ledna roku 1868 obsadily jednotky Sacumy a Čóšú s posilami z han (lén) Ečizen, Tosy, Nagoji, Hirošimy, Kóči a Fukui Císařský palác v Kjótu. Tímto dnem také začala občanská válka Bošin. Poslední jednotky bakufu byly poraženy v květnu roku 1869 na ostrově Hokkaidó. Což byl konec občanské války Bošin, ale také ukončení vlády tokugawského šógunátu.